# Жезава
Жезава (пол. Rzezawa) — село в Польщі, у гміні Жезава Бохенського повіту Малопольського воєводства.
Населення — 2753 особи (2011).
У 1975-1998 роках село належало до Тарновського воєводства.

## Демографія
Демографічна структура станом на 31 березня 2011 року:
|          | Загалом | Допрацездатний вік | Працездатний вік | Постпрацездатний вік |
| -------- | ------- | ------------------ | ---------------- | -------------------- |
| Чоловіки | 1343    | 306                | 923              | 114                  |
| Жінки    | 1410    | 311                | 857              | 242                  |
| Разом    | 2753    | 617                | 1780             | 356                  |